# 2100
2100 is het 2100e jaar in diverse jaartellingen, waaronder de christelijke jaartelling. Uitgaande van het idee dat elke eeuw uit precies 100 jaar bestaat is dit jaar het laatste van de 21e eeuw. Uitgaande van het idee dat de eerste cijfers van het jaartal bepalend zijn, zal het ook door velen als het eerste jaar van de 22e eeuw worden beschouwd.

## Schrikkeljaar?
In de anno 2025 algemeen gebruikte gregoriaanse kalender is het jaar 2100 géén schrikkeljaar, anders dan de meeste jaren waarvan het nummer deelbaar is door vier. In de juliaanse kalender is 2100 wel een schrikkeljaar.

## Gebeurtenissen
- 14 maart - Deze dag in de gregoriaanse kalender heet 29 februari in de juliaanse kalender – de schrikkeldag. Vanaf deze dag zal het verschil tussen de beide kalenders precies 14 dagen bedragen. Aangezien het getal 14 deelbaar is door 7, zal dit de eerste keer in de geschiedenis zijn dat de gregoriaanse kalender continu dezelfde dag van de week heeft als de juliaanse. (Toen het verschil 7 dagen bedroeg, was de gregoriaanse kalender nog niet in gebruik.) Deze situatie zal voortduren tot 28 februari (gregoriaans) in 2200.
- Drievoudige conjunctie tussen Mars en Saturnus.